# Ранислав Аврамовић
Ранислав М. Аврамовић (Маће код Ивањице, 1874 — Београд, 1961) био је српски инжењер и политичар.

## Биографија
Похађао је Ужичку гимназију. Након завршених студија технике на Великој школи у Београду 1895. године. Радио је у Дирекцији државних железница, најпре на прузи Београд-Младеновац и Ниш-Сићево. Захваљујући државној стипендији, наставио је усавршавање у Берлину, од 1903. до 1907. године.
Мобилисан је за Балканске ратове као инжењер-поручник. На крају Првог светског рата, добио је чин потпуковника Војске Краљевине Србије. По наређењу Врховне команде, сачинио је извештај о ратној штети у области саобраћаја. Као експерт је био члан српске делегације на Версајској мировној конференцији 1919-1920 године.
Сарађивао је са академиком Станојем Станојевићем на издавању Народне енциклопедије.
На Скупштини Лиге народа је био заменик делегата Краљевине СХС од 1921. до 1923. године, као и 1925. године, а на седмом редовном заседању 1926. године је био помоћник делегата.
Између 1927. и 1930. године је био председник Удружења југословенских инжењера и архитеката. Основао је Удружење Ужичана у Београду 1923. године и био његов председник од 1935. до 1941. године. Био је члан Народне радикалне странке и њен одборник у Београду 1929. године.
Од 10. јула до 29. августа 1941. године, обављао је дужност комесара Министарства саобраћаја у Комесарској управи Милана Аћимовића. Након тога се залагао за пасиван отпор окупатору.
Комунистичке власти су га ухапсиле 11. новембра 1944. године у Београду и осудиле на три године принудног рада, одузимање грађанских права и конфискацију имовине. Пошто је уложио молбу за амнестију, одлуком Извршног већа Народне Републике Србије помилован је 2. октобра 1947. године. Своју невиност је доказао тек 21. децембра 1954. године, када су му враћена грађанска права и укинуте правне последице раније пресуде.
Умро је 1961. године у Београду.

## Дела
- Србија попаљена, порушена
- Моје успомене - од Брезове и Београда до Берлина, Париза, Њујорка и Токија, Историјски архив Ужице, 1998.  139325703

## Одликовања
- Карађорђева звезда III степена;
- Карађорђева звезда II степена;
- Орден Белог орла IV степен;
- Орден југословенске круне III степена.